# Savages (альбом Theory of a Deadman)
Savages - пятый студийный альбом канадской альтернативной рок-группы Theory of a Deadman. Выпущен 29 июля 2014 года в цифровом и физическом виде. Альбом в цифровом виде продаётся в магазинах iTunes и Google Play
| Оценки критиков   | Оценки критиков |
| Источник          | Оценка          |
| ----------------- | --------------- |
| AllMusic          | [ 5 ]           |
| Revolver          | [ 6 ]           |
| Evigshed Magazine | [ 7 ]           |
| PlanetMosh        | [ 8 ]           |

## Список композиций
| №                   | Название                                                                           | Длительность |
| ------------------- | ---------------------------------------------------------------------------------- | ------------ |
| 1.                  | «Drown»                                                                            | 3:41         |
| 2.                  | «Blow»                                                                             | 3:35         |
| 3.                  | «Savages» (совместно с Элисом Купером)                                             | 3:33         |
| 4.                  | «Misery of Mankind»                                                                | 3:23         |
| 5.                  | «Salt in the Wound»                                                                | 3:38         |
| 6.                  | «Angel»                                                                            | 3:22         |
| 7.                  | «Heavy»                                                                            | 3:02         |
| 8.                  | «Panic Room»                                                                       | 3:14         |
| 9.                  | «The One»                                                                          | 3:58         |
| 10.                 | «Livin' My Life Like a Country Song» (совместно с Джоем Дон Руни из Rascal Flatts) | 3:20         |
| 11.                 | «World War Me»                                                                     | 3:14         |
| 12.                 | «In Ruins»                                                                         | 3:19         |
| 13.                 | «The Sun Has Set On Me»                                                            | 5:20         |
| Общая длительность: | Общая длительность:                                                                | 46:39        |

## Участие в записи
- Тайлер Коннолли — вокал, гитара
- Дэйв Бреннер  — ритм-гитара
- Дин Бэк  — бас-гитара
- Джоуи Дандено — ударные